# Чэнь Цюнцин
Чэнь Цюньцин (кит. трад. 陳群青, упр. 陈群青, пиньинь Chén Qúnqīng; род. 22 марта 1983, Чэнхай, Гуандун) — китайская хоккеистка на траве, полевой игрок. Участница летних Олимпийских игр 2004 года.

## Биография
Чэнь Цюньцин родилась 22 марта 1983 года в китайском уезде Чэнхай округа Шаньтоу провинции Сычуань (сейчас район городского подчинения городского округа Шаньтоу).
Играла в хоккей на траве за команду провинции Гуандун.
В 2003 году в составе женской сборной Китая завоевала серебряную медаль Трофея чемпионов в Сиднее.
В 2004 году вошла в состав женской сборной Китая по хоккею на траве на летних Олимпийских играх в Афинах, занявшей 4-е место. Играла в поле, провела 6 матчей, мячей не забивала.